# Celama liparisalis
Celama liparisalis är en fjärilsart som beskrevs av Walker 1865. Celama liparisalis ingår i släktet Celama och familjen trågspinnare. Inga underarter finns listade i Catalogue of Life.